# NGC 1765
NGC 1765 est une vaste galaxie lenticulaire relativement éloignée et située dans la constellation de la Dorade. NGC 1765 a été découverte par l'astronome britannique John Herschel en 1834.

## Caractéristiques
Sa vitesse par rapport au fond diffus cosmologique est de 8 876 ± 2 km/s, ce qui correspond à une distance de Hubble de 130,9 ± 9,2 Mpc (∼427 millions d'al).